# Partie polityczne Bhutanu
Bhutan rozpoczął proces demokratyzacji w 2007 roku. Obecnie legalnie istnieją trzy partie polityczne. Tyle samo jest innych partii, lecz są one zakazane i głównie przebywają na wygnaniu.

## Partie oficjalne
Bhutan posiada 3 partie, które są legalne i zarejestrowane. Są nimi:
- Partia Harmonii Bhutanu
- Ludowa Partia Demokratyczna
- Zjednoczona Partia Ludowa

Ludowa Partia Demokratyczna została założona 24 marca 2007, wraz ze Zjednoczoną Partią Ludową zarejestrowała się w Bhutańskiej Komisji Wyborczej (ECB) w dniu 25 lipca 2007 roku. W wyborach, które odbyły się pod koniec 2007 roku, Ludowa Partia Demokratyczna zdobyła dwa mandaty, natomiast Zjednoczona Partia Ludowa nie otrzymała zgody na udział w wyborach ze względu na odrzucenie prośby partii przez ECB.

## Inne partie
Poniższe partie otrzymały zakaz działalności lub działają na wygnaniu:
- Bhutańska Partia Komunistyczna
- Bhutańska Partia Ludowa
- Kongres Narodowy

Kongres Narodowy powstał na wygnaniu w nepalskiej stolicy Katmandu 16 czerwca 1994 roku. Partia powstała w celu ustanowienia demokracji i poszanowania praw człowieka w Bhutanie.